# 有田と週刊プロレスと
『有田と週刊プロレスと』（ありたとしゅうかんぷろれすと）は2016年11月23日から2019年12月25日までAmazonプライム・ビデオにて放送されていたプロレストークバラエティ。

## 概要
プロレス初心者をゲストに迎えて、アトランダムに選出された「週刊プロレス」を題材にプロレスから学ぶべき人生の教訓を伝授するトークバラエティ番組。毎週水曜日更新。
プロレスに頼ったトークをするとスタッフからクレームが来るほどだったくりぃむしちゅー・有田が、『週プロ』を題材に30分しゃべるプロレス人生塾。有田がプロレスをテーマとした番組のMCを務めるのは90年代にサムライTVで放送された「生でGONG! X2」以来。題材となる週刊プロレス該当号は有田も事前に知らされずに渡される。
2017年7月26日よりシーズン2（以下、S2）がAmazonプライム・ビデオにて配信開始。
2018年7月18日よりシーズン3（以下、S3）がAmazonプライム・ビデオにて配信開始。
シーズン3ではアシスタントの倉持が2018年現在のプロレスクイズを有田に出題する「もっちぃ’s ROOM」がスタート。
2019年7月17日から有田と週刊プロレスとファイナルシーズン（以下、S4）を開始。またS1、S2がDVDボックスとして商品化した。
2020年11月4日から姉妹番組として「有田プロレスインターナショナル」がAmazonプライム・ビデオで放送開始。公式SNS等は「有田と週刊プロレスと」から継続されている。
2022年2月3日、YouTubeチャンネル「有田哲平のプロレス噺「オマエ有田だろ!!」」を開設。公式SNSは「有田プロレスインターナショナル」から継続されている。
2024年12月24日をもってAmazonプライム・ビデオの配信が終了した。

## 出演者

### MC
- 有田哲平
「週刊プロレス」をすべて購入し続けているプロレス好き[4]
- 倉持明日香
プロレス大好き女子[12]。好きなレスラーは小橋建太。大日本プロレスのデスマッチなども好む。

### ナレーション
- 田中ケロ[13]
元・新日本プロレスのリングアナ。独特のコールが名物。

## 配信リスト

### シーズン1
2016年11月23日から配信開始。
| 放送回 | タイトル                                                         | テーマ                                        | 週刊プロレス   | ゲスト                      |
| ------ | ---------------------------------------------------------------- | --------------------------------------------- | -------------- | --------------------------- |
| 1      | ＮＹ移住の綾部にグサリ！有田、長州モノマネ炸裂！！               | 10.9東京ドーム                                | 1995年10月24日 | 綾部祐二 （ピース）         |
| 2      | 有田痛恨のミス！「キレてないですよ」の真相とは！？               | 10.9東京ドーム                                | 1995年10月27日 | 綾部祐二 （ピース）         |
| 3      | 綾部ＮＹで"金の雨"を降らせる！？有田渾身のレインメーカーポーズ！ | 新世代王者・オカダカズチカ                    | 2012年2月29日  | 綾部祐二 （ピース）         |
| 4      | 宿命の"鶴龍"対決を大熱弁！天龍の名言「○！＃％＠」とは！？        | 『鶴龍対決』第1戦                             | 1987年9月15日  | 綾部祐二 （ピース）         |
| 5      | 有田、福田をベタ褒め！？涙のカリスマ・大仁田厚を激語り！         | ノーロープ有刺鉄線電流爆破マッチ              | 1990年8月21日  | 福田充徳 （チュートリアル） |
| 6      | G1史上初の外国人優勝！有田が目をむいた驚愕の瞬間とは！？         | ケニー・オメガ G1制覇                         | 2016年8月31日  | 福田充徳 （チュートリアル） |
| 7      | 敵はまさかの「週刊プロレス」！？天龍、全日離脱事件！             | 天龍源一郎 SWS旗揚げ                          | 1990年5月15日  | 福田充徳 （チュートリアル） |
| 8      | プロレス"珍"事件簿！稲妻戦士の足に隠されたナゾの凶器！？         | 藤波辰巳vs木村健吾                            | 1987年1月20日  | 福田充徳 （チュートリアル） |
| 9      | 未だ真相は闇の中…！伝説の"セメントマッチ"を激語り！              | 前田日明vsアンドレ・ザ・ジャイアント          | 1986年5月20日  | 田中卓志 （アンガールズ）   |
| 10     | 新時代を切り開いた革命児！不動のエース・棚橋弘至！               | 100年に1人の逸材 棚橋弘至                     | 2006年8月2日   | 田中卓志 （アンガールズ）   |
| 11     | 有田もギョロリ！？不遇の天才・内藤哲也の「ロス・インゴ」旋風！   | ロス・インゴベルナブレス・デ・ハポン 内藤哲也 | 2016年4月27日  | 田中卓志 （アンガールズ）   |
| 12     | 全日本が大ピンチ…！危機を救った"ミスター・プロレス"天龍源一郎！  | 天龍源一郎『劇的再会』                        | 2000年7月18日  | 田中卓志 （アンガールズ）   |
| 13     | 史上最大級の事件に有田興奮！衝撃の「1.4事変」とは！？≪前編≫      | 橋本真也vs小川直也 第3戦                      | 1999年1月21日  | 武井壮                      |
| 14     | 未解明のナゾに有田も唸る！衝撃の「1.4事変」とは！？≪後編≫        | 橋本真也vs小川直也 第3戦                      | 1999年1月21日  | 武井壮                      |
| 15     | 名言のオンパレード！長州が呼びかけた「世代闘争」とは！？         | ニューリーダーvsナウリーダー 世代闘争         | 1987年6月30日  | 武井壮                      |
| 16     | 第2次UWFの光と影！男たちが織り成す人間ドラマの結末とは！？       | 第2次UWF                                      | 1990年12月18日 | 水道橋博士 （浅草キッド）   |
| 17     | 有田とケンコバが大胆予想！新日本の"あの選手"は今後どうなる！？   | レッスルキングダム11                          | 2017年1月25日  | ケンドー・コバヤシ          |
| 18     | 因縁渦巻く橋本・長州戦！有田、伝説の記者会見を完全再現！         | コラコラ問答                                  | 2004年3月17日  | ケンドー・コバヤシ          |
| 19     | 限界を超えた激しすぎる闘い！全日本・四天王プロレスを激語り！     | 四天王プロレス                                | 1998年11月17日 | ケンドー・コバヤシ          |
| 20     | 衝撃の道場破り事件！プロレス界を揺るがした「最強の男」とは！？   | 安生洋二 グレイシー道場破り事件               | 1994年12月27日 | ケンドー・コバヤシ          |
| 21     | 交差する過去と現在！雪の札幌で起きた"テロ事件"とは！？           | 札幌 藤原テロ事件                             | 2017年2月22日  | 宮澤佐江                    |
| 22     | 伝説のZERO-ONE旗揚げ戦！夢の対決と、禁断の遭遇…！？              | ZERO-ONE旗揚げ                                | 2001年3月20日  | 宮澤佐江                    |
| 23     | 前田、長州の顔面を蹴撃！？掟破りの衝撃事件勃発！                 | 長州顔面襲撃事件                              | 1987年12月8日  | 武井壮                      |
| 24     | "NOAH"の方舟、荒海へ出航！三沢と天龍の「激的再会」とは！？       | 天龍源一郎 プロレスリング・ノア参戦           | 2005年1月26日  | 武井壮                      |
| 25     | 覇！平成維震軍！空手対プロレスの抗争から生まれた男たちの絆！     | 平成維震軍                                    | 1992年2月18日  | 武井壮                      |

### シーズン2
2017年7月26日から配信開始。
| 放送回 | タイトル                                                             | テーマ                                                                                      | 週刊プロレス                               | ゲスト                      |
| ------ | -------------------------------------------------------------------- | ------------------------------------------------------------------------------------------- | ------------------------------------------ | --------------------------- |
| 1      | "あの軍団"が殴り込み！衝撃の「TPG事件」とは！？≪前編≫                | たけしプロレス軍団                                                                          | 1987年12月15日                             | 劇団ひとり                  |
| 2      | 史上最悪の大暴動勃発！衝撃の「TPG事件」とは！？≪後編≫                | たけしプロレス軍団                                                                          | 1987年12月15日                             | 劇団ひとり                  |
| 3      | 唯一無二のスタイル！日本が誇るカリスマレスラー・中邑真輔！           | 中邑真輔 新日本プロレス退団                                                                 | 2016年2月17日                              | 劇団ひとり                  |
| 4      | 禁断の電撃移籍！？伝説の外国人レスラー、ブルーザー・ブロディ！       | ブルーザー・ブロディ 新日本プロレス移籍                                                     | 1985年4月9日                               | 劇団ひとり                  |
| 5      | プロレス界禁断の"ベルリンの壁"！？新日vs全日、奇跡の対抗戦！≪前編≫   | '90 スーパーファイト in 闘強導夢                                                            | 1990年2月24日                              | 吉村崇 （平成ノブシコブシ） |
| 6      | 驚愕のビッグカードが実現！新日vs全日、奇跡の対抗戦！≪中編≫           | '90 スーパーファイト in 闘強導夢                                                            | 1990年2月24日                              | 吉村崇 （平成ノブシコブシ） |
| 7      | 大激闘と名・珍場面続出！新日vs全日、奇跡の対抗戦！≪完結編≫           | '90 スーパーファイト in 闘強導夢                                                            | 1990年2月24日                              | 吉村崇 （平成ノブシコブシ） |
| 8      | 命をかけたギロチンドロップ！全女、伝説の金網デスマッチ！             | ブル中野vsアジャ・コング 金網デスマッチ                                                     | 1990年12月4日                              | 吉村崇 （平成ノブシコブシ） |
| 9      | ナゾの「海賊男」が乱入！ファン大暴動の事件の真相とは！？             | 海賊男                                                                                      | 1987年3月31日                              | 小峠英二 （バイきんぐ）     |
| 10     | 「大仁田劇場」開幕！？長州vs大仁田、電流爆破デスマッチ！             | 長州力vs大仁田厚 電流爆破デスマッチ                                                         | 2000年8月15日                              | 小峠英二 （バイきんぐ）     |
| 11     | プロレス界きってのトラブルメーカー！？ブロディ、謎のボイコット事件！ | ブロディボイコット事件                                                                      | 1985年12月31日                             | 小峠英二 （バイきんぐ）     |
| 12     | まさかの大変身！？佐々木健介、「パワー・ウォリアー」になる！         | 佐々木健介 パワー・ウォリアーに変身                                                         | 1992年12月8日                              | 小峠英二 （バイきんぐ）     |
| 13     | 有田、G1観戦の秘策を伝授！？盛りだくさんの2017年G1を激語り！         | G1 CLIMAX 27                                                                                | 2017年8月30日                              | 福田充徳 （チュートリアル） |
| 14     | プロレス界の問題児！？北尾光司、禁断の「八百長」発言！               | 高田延彦vs北尾光司                                                                          | 1992年11月10日                             | 福田充徳 （チュートリアル） |
| 15     | 髙田、北尾をKO！プロレス史に残る劇的フィナーレとは！？               | 高田延彦vs北尾光司                                                                          | 1992年11月10日                             | 福田充徳 （チュートリアル） |
| 16     | 藤波辰巳、涙の『飛龍革命』！驚愕の"髪切り"事件とは！？               | 飛龍革命                                                                                    | 1988年5月10日                              | 福田充徳 （チュートリアル） |
| 17     | 不運すぎるマスクマン！ザ・コブラ、運命を分けたデビュー戦！           | ザ・コブラ                                                                                  | 1983年11月22日                             | ビビる大木                  |
| 18     | 革命終焉！有田号泣！天龍源一郎、龍魂燃え上がる引退試合！             | 天龍源一郎 引退試合                                                                         | 2015年12月8日                              | ビビる大木                  |
| 19     | 「最強」をめぐる葛藤！髙田延彦vsヒクソン・グレイシー！≪前編≫         | 高田延彦vsヒクソン・グレイシー                                                              | 1997年10月26日                             | ビビる大木                  |
| 20     | "プライド"をかけて！髙田延彦vsヒクソン・グレイシー！≪後編≫           | 高田延彦vsヒクソン・グレイシー                                                              | 1997年10月26日                             | ビビる大木                  |
| 21     | 視聴者リクエスト大会！長州の"初"異種格闘技戦と、タグチジャパン！     | 長州力vsトム・マギー タグチジャパン                                                         | 1986年1月21日 2017年4月26日                | 福田充徳 （チュートリアル） |
| 22     | 視聴者リクエスト大会！"nWo"旋風と、進化を極めた異次元の空中戦！      | リコシェvsウィル・オスプレイ nWoジャパン グレーテスト18クラブ王座                           | 2016年6月15日 1997年11月4日 1990年10月18日 | 福田充徳 （チュートリアル） |
| 23     | 視聴者リクエスト大会！"義兄弟コンビ"涙の物語と、イケメンタッグ凱旋！ | ジャイアント馬場 ラッシャー木村 義兄弟コンビ スペル・デルフィン 股くぐり事件 SHO & YOH 凱旋 | 1991年6月18日 1997年7月8日 2017年10月25日  | 福田充徳 （チュートリアル） |
| 24     | 長州vs橋本、遺恨決戦！まさかの結末"ドラゴンストップ"とは！？         | ドラゴンストップ                                                                            | 2001年1月21日                              | 福田充徳 （チュートリアル） |
| 25     | 「さらば週プロ」！？ターザン山本編集長、『週刊プロレス』を去る！     | ターザン山本 週刊プロレス編集長辞任                                                         | 1996年7月23日                              | 福田充徳 （チュートリアル） |

### シーズン3
2018年7月18日から配信開始。
| 放送回 | タイトル                                                         | テーマ                                           | 週刊プロレス                                                                  | ゲスト                        |
| ------ | ---------------------------------------------------------------- | ------------------------------------------------ | ----------------------------------------------------------------------------- | ----------------------------- |
| 1      | 語り継がれる伝説の虎！初代タイガーマスク引退の理由とは！？       | 初代タイガーマスク                               | 1983年10月25日号(No.13)                                                       | 陣内智則                      |
| 2      | 「お前○○だろ」！？"謎の怪覆面"スーパー・ストロング・マシン！     | スーパー・ストロング・マシン                     | 1985年6月4日号(No.95)                                                         | 陣内智則                      |
| 3      | 棚橋vs柴田！固い握手に秘められた新・闘魂三銃士「恩讐」の物語     | 新・闘魂三銃士                                   | 2014年10月8日号(No.1759)                                                      | 田村亮 (ロンドンブーツ1号2号) |
| 4      | 新日本、大量離脱事件！「ジャパン・プロレス」設立の舞台裏とは！？ | ジャパンプロレス                                 | 1984年10月9日号(No.62)                                                        | 田村亮 (ロンドンブーツ1号2号) |
| 5      | 視聴者リクエスト大会！ダイナマイト・キッドとジャンボ鶴田！       | ダイナマイト・キッド ジャンボ鶴田最強説 八百長論 | 1991年12月24日号(No.469) 1985年11月19日号(No.119) 1989年5月9日号(No.313)      | 田村亮 (ロンドンブーツ1号2号) |
| 6      | プライドを取り戻せ！「髙田延彦vsヒクソン・グレイシー」再戦！     | 高田延彦vsヒクソン・グレイシー                   | 1998年10月29日増刊号(No.881)                                                  | 福田充徳                      |
| 7      | 東京ドームより重い１勝！？天龍源一郎、馬場に初フォール勝ち！     | 1989年11月29日（U-COSMOSと天龍源一郎）           | 1989年12月19日号(No.353)                                                      | 福田充徳                      |
| 8      | 『プロレスの理想郷』を求めて！武藤敬司、衝撃の全日本移籍！       | 武藤敬司、全日本プロレス移籍                     | 2002年2月26日号(No.1077)                                                      | 福田充徳                      |
| 9      | "プロレスとテレビ"を激語り！プロレスとは視聴率との闘い！？       | プロレスとテレビ                                 | 2002年5月28日号(No.1091)                                                      | 福田充徳                      |
| 10     | 特別編！東京03・豊本が有田に『ドラゴンゲート』の魅力を語る！     | 闘龍門JAPAN                                      | 2018年5月30日号(No.1958)                                                      | 豊本明長 (東京03)             |
| 11     | 特別編！東京03・豊本が『FMWとW★ING』のデスマッチを語る！         | FMWとW★ING                                       | 1994年9月13日号(No.631)                                                       | 豊本明長 (東京03)             |
| 12     | 前田vs佐山の不穏試合！ナゾの「急所蹴り事件」とは！？             | 前田日明vsスーパータイガー                       | 1985年9月24日号(No.111)                                                       | 小峠英二                      |
| 13     | ブロディ最終章！誇り高き超獣を襲った衝撃事件とは…！              | ブルーザー・ブロディ                             | 1988年8月9日号(No.269)                                                        | 小峠英二                      |
| 14     | プロレス界を揺るがす挑戦状！？Uインター1億円トーナメント！       | 1億円トーナメント                                | 1994年3月15日号(No.603)                                                       | 小峠英二                      |
| 15     | 伝説のマイク合戦！有田命名の『踊る猪木御殿』とは！？             | 札幌で起きた伝説のマイク合戦                     | 2002年2月19日号(No.1076)                                                      | 小峠英二                      |
| 16     | 視聴者リクエスト大会！オメガIWGP戴冠と、巌流島の決闘！           | ケニー・オメガ 巌流島の決闘 海賊男               | 2018年6月27日号(No.1962) 1987年10月20日号(No.227) 1987年4月10日増刊号(No.197) | 小峠英二                      |
| 17     | 最強・鶴田超え！三沢光晴、ジャンボ鶴田にギブアップ勝ち！         | 超世代軍                                         | 1991年9月22日増刊号(No.454)                                                   | 岡田圭右 (ますだおかだ)       |
| 18     | パンクラス旗揚げ！船木と鈴木の“U改革”最後の挑戦とは！？          | パンクラス旗揚げ                                 | 1993年7月27日号(No.563)                                                       | 岡田圭右 (ますだおかだ)       |
| 19     | 豪華スター集結！週プロの東京ドーム大会『夢の懸け橋』！≪前編≫     | ベースボールマガジン社「夢の懸け橋～憧夢春爛漫」 | 1995年4月20日増刊号(No.665)                                                   | 岡田圭右 (ますだおかだ)       |
| 20     | 興行戦争勃発！週プロの東京ドーム大会『夢の懸け橋』！≪後編≫       | WAR「BATTLE ANGEL in 後楽園ホール」              | 1995年4月20日増刊号(No.665)                                                   | 岡田圭右 (ますだおかだ)       |
| 21     | 有田と大木も大興奮！"赤いパンツの頑固者"田村潔司！               | 田村潔司                                         | 1995年12月19日号(No.707)                                                      | ビビる大木                    |
| 22     | 若き"新格闘王"誕生！闘魂を超えた前田日明の異種格闘技戦！         | 前田日明vsドン中矢ニールセン                     | 1986年11月4日号(No.170)                                                       | ビビる大木                    |
| 23     | 闘魂三銃士の時代到来！"夏男"蝶野正洋、第1回『G1』優勝！          | 第1回G1クライマックス                            | 1991年9月3日号(No.451)                                                        | ビビる大木                    |
| 24     | 危険すぎる遭遇！？安生洋二、衝撃の前田日明襲撃事件！             | 安生、前田日明襲撃事件                           | 1999年11月30日号(No.948)                                                      | ビビる大木                    |
| 25     | グレイシーハンター桜庭和志！人類史上に残る大決戦！≪拡大版≫       | 桜庭和志vsグレイシー一族                         | 2000年5月21日増刊号(No.976)                                                   | ビビる大木                    |

### ファイナルシーズン
2019年7月17日から配信開始。
| 放送回 | タイトル                                                         | テーマ                                                                        | 週刊プロレス                                                                 | ゲスト              |
| ------ | ---------------------------------------------------------------- | ----------------------------------------------------------------------------- | ---------------------------------------------------------------------------- | ------------------- |
| 1      | 新日本『MSG』大会！ニューヨークの“プロレスの聖地”に初上陸！      | 新日本プロレスMSG大会                                                         | 2019年4月24日号(No.2006)                                                     | 福田充徳            |
| 2      | WWE『レッスルマニア35』！有田号泣の感動ドラマとは！？            | WWE・レッスルマニア                                                           | 2019年4月24日号(No.2006)                                                     | 福田充徳            |
| 3      | ファイティング・オペラ『ハッスル』！“有田総統”誕生秘話を激白！？ | ハッスル                                                                      | 2003年12月25日号(No.1181)                                                    | 福田充徳            |
| 4      | スーパースター夢の競演！3団体合同『日米レスリング・サミット』！  | 日米レスリングサミット                                                        | 1990年4月28日増刊号(No.374)                                                  | 吉村崇              |
| 5      | 髙山善廣vsドン・フライ！日本格闘技史に残る伝説の闘いとは！？     | ドン・フライvs高山善廣                                                        | 2002年7月9日号(No.1097)                                                      | 吉村崇              |
| 6      | 長州力『WJ』旗揚げ！プロレス界禁断の“黒歴史”とは！？             | WJプロレス                                                                    | 2003年2月18日号(No.1134)                                                     | 澤部佑 (ハライチ)   |
| 7      | 天才・武藤敬司の七変化！七色の顔をもつ武藤の“凄さ”に迫る！       | 武藤敬司                                                                      | 2002年8月6日号(No.1101)                                                      | 澤部佑 (ハライチ)   |
| 8      | 女子プロレス団体「スターダム」！有田が歴史と魅力を激語り！       | スターダム                                                                    | 2018年7月4日号(No.1963)                                                      | 澤部佑 (ハライチ)   |
| 9      | ど根性侍・越中詩郎物語！“ジュニア版”名勝負数え唄とは！？         | 越中詩郎                                                                      | 1986年6月3日号(No.146)                                                       | 岡田圭右            |
| 10     | 長州大好き有田が選ぶ！長州力の3大「らしくない」試合！？          | 長州力                                                                        | 2001年5月20日号(No.1032)                                                     | 岡田圭右            |
| 11     | 新生FMW！冬木弘道が目指した“超エンタメ”プロレスとは！？          | 新生FMW                                                                       | 1998年11月24日号(No.885)                                                     | 岡田圭右            |
| 12     | 女子プロ団体対抗戦！“デンジャラス・クイーン”北斗晶誕生！         | 女子プロレス団体対抗戦 北斗晶vs神取忍                                         | 1993年4月18日増刊号(No.546)                                                  | 岡田圭右            |
| 13     | 獣神サンダー・ライガー！リビングレジェンドの歴史を紐解く！       | 獣神サンダー・ライガー                                                        | 2002年12月17日号(No.1124)                                                    | ビビる大木          |
| 14     | 田村潔司vsヘンゾ・グレイシー！“UWFとグレイシーの闘い”とは！？    | 田村潔司vsヘンゾ・グレイシー                                                  | 2000年3月14日号(No.964)                                                      | ビビる大木          |
| 15     | 髙田延彦引退！7年越しの「真剣勝負」が生んだ感動のドラマ！        | 高田延彦引退試合                                                              | 2002年12月8日増刊号(No.1122)                                                 | ビビる大木          |
| 16     | 維新軍vs正規軍！5対5勝ち抜き戦で起きたドラマとは！？             | 維新軍vs正規軍 5対5勝ち抜き戦                                                 | 1984年5月1日号(No.39)                                                        | ビビる大木          |
| 17     | No.017 猪木の夢と野望！伝説の第1回『IWGP』を紐解く！≪前編≫       | 第1回IWGPリーグ戦                                                             | 月刊プロレス1983年7月号                                                      | 澤部佑              |
| 18     | 猪木が舌出し失神！？伝説の第1回『IWGP』を紐解く！≪後編≫          | 第1回IWGPリーグ戦                                                             | 月刊プロレス1983年7月号                                                      | 澤部佑              |
| 19     | 桜庭和志vsヴァンダレイ・シウバ！絶対王者に訪れた運命の一戦！     | 桜庭和志vsヴァンダレイ・シウバ                                                | 2001年4月10日号(No.1025)                                                     | 澤部佑              |
| 20     | 「ジャパン・プロレス」崩壊！長州力が新日本にUターン！？          | ジャパンプロレス崩壊 長州力の新日本プロレス復帰                               | 1987年3月17日号(No.193)                                                      | 澤部佑              |
| 21     | 新日本プロレス旗揚げ！『アントニオ猪木ヒストリー』！≪前編≫       | 新日本プロレス旗揚げ                                                          | 1998年4月21日号(No.849)                                                      | 福田充徳            |
| 22     | 猪木vsモハメド・アリ！『アントニオ猪木ヒストリー』！≪後編≫       | アントニオ猪木vsモハメド・アリ                                                | 1998年4月21日号(No.849)                                                      | 福田充徳            |
| 23     | 有田と倉持と福田と大木！週プロを語りつくすSPECIAL！≪第１弾≫      | 週刊プロレス創刊 馳浩 永田裕志vsミルコ・クロコップ                            | 1983年8月9日号(No.1) 1996年12月3日号(No.766) 2002年1月20日増刊号(No.1071)    | 福田充徳 ビビる大木 |
| 24     | 有田と倉持と福田と大木！週プロを語りつくすSPECIAL！≪第２弾≫      | 1996年4.29新日本プロレス東京ドーム大会「観戦記」 藤原組分裂 リングス          | 1996年5月19日増刊号(No.730) 1989年4月18日号(No.309) 1991年5月28日号(No.436)  | 福田充徳 ビビる大木 |
| 25     | 有田と倉持と福田と大木！週プロを語りつくすSPECIAL！≪完結編≫      | 馳浩vsタイガー・ジェット・シン巌流島決戦 真壁刀義のG1 CLIMAX制覇 長州力の引退 | 1991年12月31日号(No.471) 2009年9月2日号(No.1487) 1998年1月22日増刊号(No.835) | 福田充徳 ビビる大木 |

## スタッフ
- ディレクター - 石井護（S1,S2,S3,S4）、地曳範剛（S2,S3,S4）、佐古俊介（S2,S3,S4）、後藤慧（S4）
- 演出 - 前川コーファン[13]
- プロデューサー - 上田暁子、島田勇夫
- エグゼクティブプロデューサー - 久保浩章

- 構成 - 榊暁彦
- 技術 - 五十嵐陽
- 美術 - 内藤佳奈子
- 編集 - 井上真一
- MA - 片桐麻莉子（S1,S2）、吉田肇（S3,S4）
- 音効 - 西山知史
- キャラクターデザイン - 絵描きしんじ
- イラスト - 広く。[13]
- スチール - 和田剛（S1,S2,S3）
- リサーチ - 大森智仁（S3,S4）
- 音楽 - joe daisque
- 協力 - スウィッシュ・ジャパン（S1,S2,S3,S4）、IMAGICA（S1,S2）、「プ女子百景」（S1,S2,S3,S4）「プ女子百景風林火山」（S2,S3,S4）（小学館集英社プロダクション）、ENO STUDIO（S3,S4）、casinodrive（S3,S4）
- 撮影協力 - 浅草　花やしき（S1）
- ロケ地 - ロングボード・カフェ （LONGBOARD CAFE）（S1,S2）
- 監修 - 週刊プロレス
- 制作 - 全力カンパニー[13]
- 製作著作 - flag[13]

## DVD-BOX
※映像特典はセル盤のみ収録。
- 有田と週刊プロレスと シーズン1 DVD-BOX - ASIN B07TXCGPZ3

（映像特典）『有田とデラックスプロレスと』長州力の“かませ犬"発言を語る!
- 有田と週刊プロレスと シーズン2 DVD-BOX - ASIN B07TT5JC79

（映像特典）『有田と月刊プロレスと』「好きな外国人レスラーベスト3」を語る!
- 有田と週刊プロレスと シーズン3 DVD-BOX - ASIN B08H2B48RX

（映像特典）『週刊プロレス記念号スペシャル1』有田哲平が「2代目タイガーマスクとパンクラス」を語る!
- 有田と週刊プロレスと ファイナルシーズン DVD-BOX - ASIN B08H2BNPXP

（映像特典）『週刊プロレス記念号スペシャル2』有田哲平が「猪木と馬場のデビュー30周年記念試合」を語る!

## YouTube

### 番組公式
2018年、番組配信と同時に情報・告知用として、YouTubeチャンネルを開設。「有田と週刊プロレスと」終了後は、「有田プロレスインターナショナル」として継続。

### 有田哲平のプロレス噺「オマエ有田だろ!!」
2022年2月1日、公式SNSにて新番組の告知が発表される。2月3日正午に新たにYouTubeチャンネル開設を発表し、「有田哲平のプロレス噺「オマエ有田だろ!!」」のタイトルで同日配信が開始された。
「有田と週刊プロレスと」で語り尽くし、「有田プロレスインターナショナル」ではやりたいことやってきたが、リアルタイムで進行されるプロレスに関して、まだまだ語りたいことが増えたことで、YouTube配信番組として開始。有田に加えて、聞き手としてチュートリアルの福田充徳が出演している。開設から1か月足らずでチャンネル登録者数10万人を突破した。

俳優の安田顕は番組のファンであると公言しており、「ハナタレナックス」（北海道テレビ）では1週間の一番楽しみは「オマエ有田だろ!!」を視聴することだと答えている。有田に対し「あなたのチャンネルを見ているだけでいいんです。試合を見なくていいです。あなたが話すプロレスが好きなんです」と話している。